# فنسنت كلينغ
فنسنت كلينغ (بالإنجليزية: Vincent Kling)‏ هو مترجم أمريكي، ولد في 1942.